# Charrette de la rivière Rouge

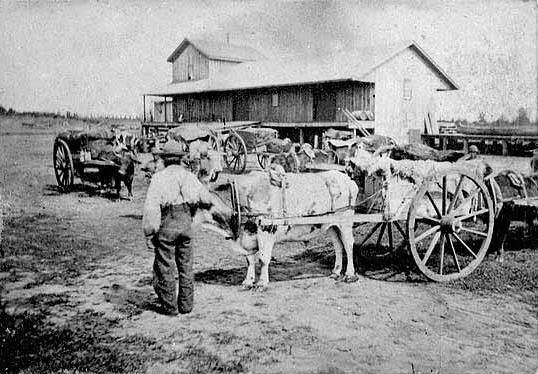
Charriot de la Red River tiré par un bœuf à une gare

Une charrette de la rivière Rouge est un grand chariot à deux roues entièrement construit avec des matériaux non métalliques. Parfois tirés par des bœufs, mais aussi par des chevaux et des mules, ces chariots été utilisés tout au long du XIXe siècle et au début du XXe siècle, aux alentours de la rivière Rouge et des plaines de l'ouest de la colonie de la rivière Rouge, pour le commerce des fourrures et pour la conquête des terres de l'ouest au Canada et aux États-Unis d'Amérique. 
Le chariot est un moyen de transport développé et utilisé par les fils de colons qui se sont installés sur les terres de la Red River qui deviendront plus tard le Manitoba. 

## Description

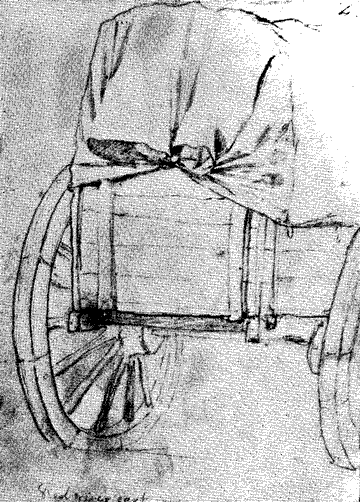
Chariot de la Red River (1851), par Frank Blackwell Mayer

Selon le journal de bord d'Alexander Henry, commerçant de peaux de la North West Company, les chariots font leur première apparition en 1801 à Fort Pembina, juste au sud de ce qui est maintenant la frontière entre le Canada et les États-Unis d'Amérique. Dérivés autant des charrettes utilisées au Canada français que des charriots écossais, les chariots de la Red River ont été adaptés pour utiliser uniquement des matériaux locaux,,. 
Les clous étant rares ou vraiment très chers, les chariots ne contenaient aucun métal et étaient construits entièrement en bois et en peaux d'animaux. Les charrettes de la rivière Rouge pouvaient flotter à la surface de l'eau et traverser les ruisseaux. Cependant, ils étaient assez résistants pour transporter des chargements d'environ 450 kilos. 
Les charrettes étaient à l'origine tractées par des petits chevaux donnés par les Premières Nations. Après l'arrivée de bétails au Selkirk Settlement dans les années 1820, les bœufs furent utilisés comme force motrice. Ces derniers étaient préférés pour leur force, leur endurance et leurs sabots cloués qui leur permettaient de se déplacer dans les milieux marécageux.
Les charrettes, construites avec des matériaux locaux, pouvaient être facilement réparées. C'est pourquoi des fournitures de bois étaient toujours apportées, une charrette pouvait casser une demi-douzaine de fois sur un seul voyage.
Les essieux n'étaient pas graissés, la graisse retenant la poussière celle-ci aurait eu l'effet du papier de verre et aurait pu immobiliser la charrette ,. Le crissement qui en résultait, ressemblant à un violon désaccordé, donna son surnom à la charrette : le violon du Nord-Ouest. Un visiteur nota même qu'« une tanière de bêtes sauvages ne peut être comparée à cette atrocité »,.

## Utilisations
Les pistes de la rivière Rouge sur lesquels les charrettes étaient utilisées, ouverts par la colonie de la rivière Rouge pour le transport de fourrure, s'étendaient de Pembina et Saint-Joseph dans la vallée de la Rouge jusqu'à Mendota et Saint-Paul  dans le Minnesota. Les fourrures étaient le principal chargement sur la route de Saint-Paul en échange de marchandises pour la colonie. 

## Reliques, modèles et répliques
Le Remington Carriage Museum de Cardston dans l'Alberta possède également une réplique grandeur nature d'un chariot de la Red River.
Le site d'histoire national de Bent's Old Fort de La Junta dans le Colorado a également une réplique grandeur nature d'une charrette de la rivière Rouge.
En France, une charrette de la rivière Rouge est exposée au Centre Juno Beach depuis 2009 en commémoration au Métis qui ont servi l'Armée canadienne au cours de la Seconde Guerre mondiale.

## Liens
- Living Prairie Museum
- « Red River Cart Journey »(Archive.org • Wikiwix • Archive.is • Google • Que faire ?) (consulté le 14 septembre 2017)
- Historical and Cultural Society of Clay County
- Manitoba Historical Society: The Red River Cart and Trails: The Fur Trade